# Grusonia schottii
Grusonia schottii är en kaktusväxtart som först beskrevs av Georg George Engelmann, och fick sitt nu gällande namn av Harold Ernest Robinson. Grusonia schottii ingår i släktet Grusonia och familjen kaktusväxter. Inga underarter finns listade i Catalogue of Life.